# Peribaea insularis
Peribaea insularis là một loài ruồi trong họ Tachinidae.